# Rok víry

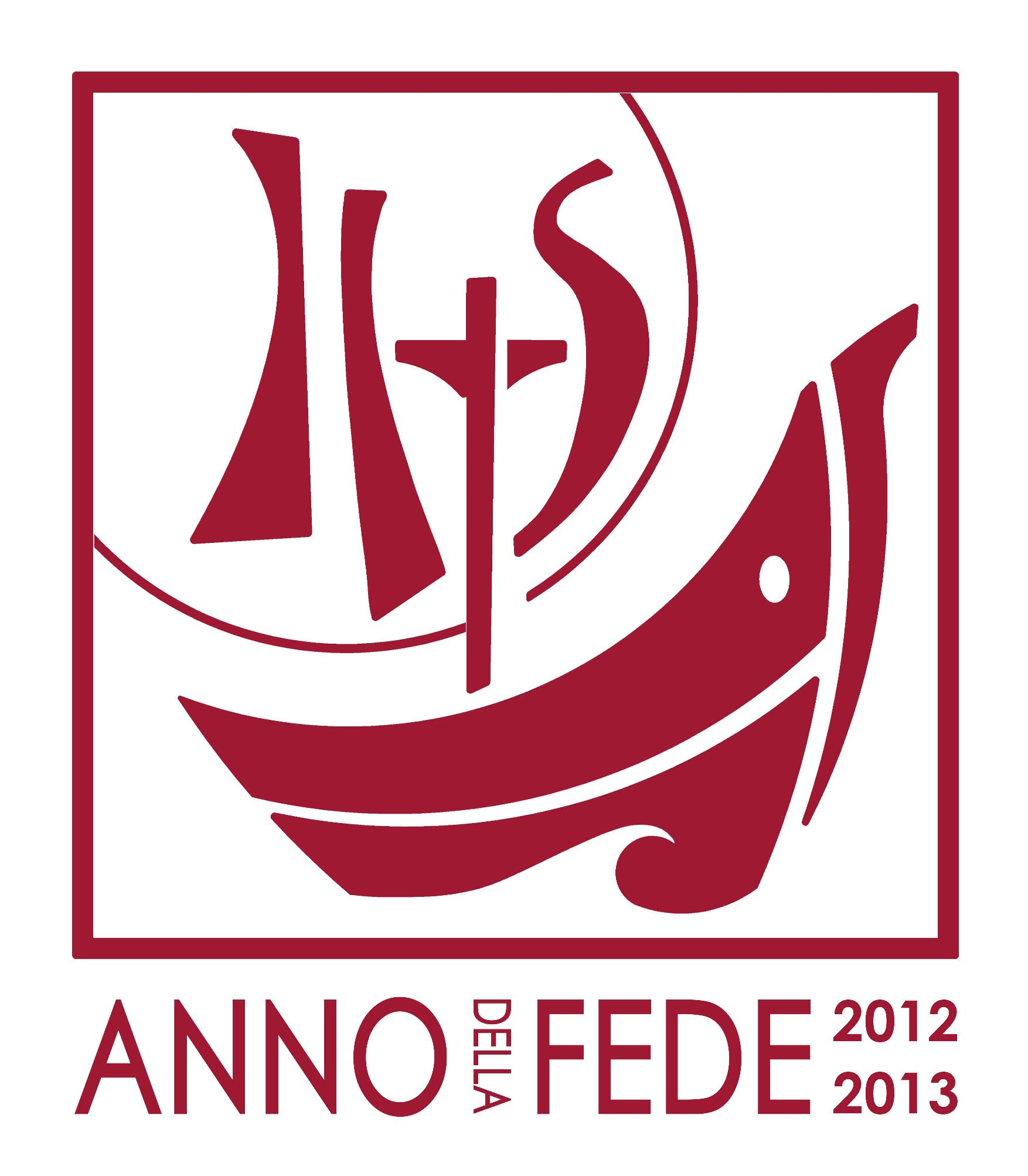
Logo roku víry 2012–2013

Papež Pavel VI. vyhlásil první Rok víry u příležitosti 1900. výročí mučednické smrti apoštolů svatého Petra a Pavla

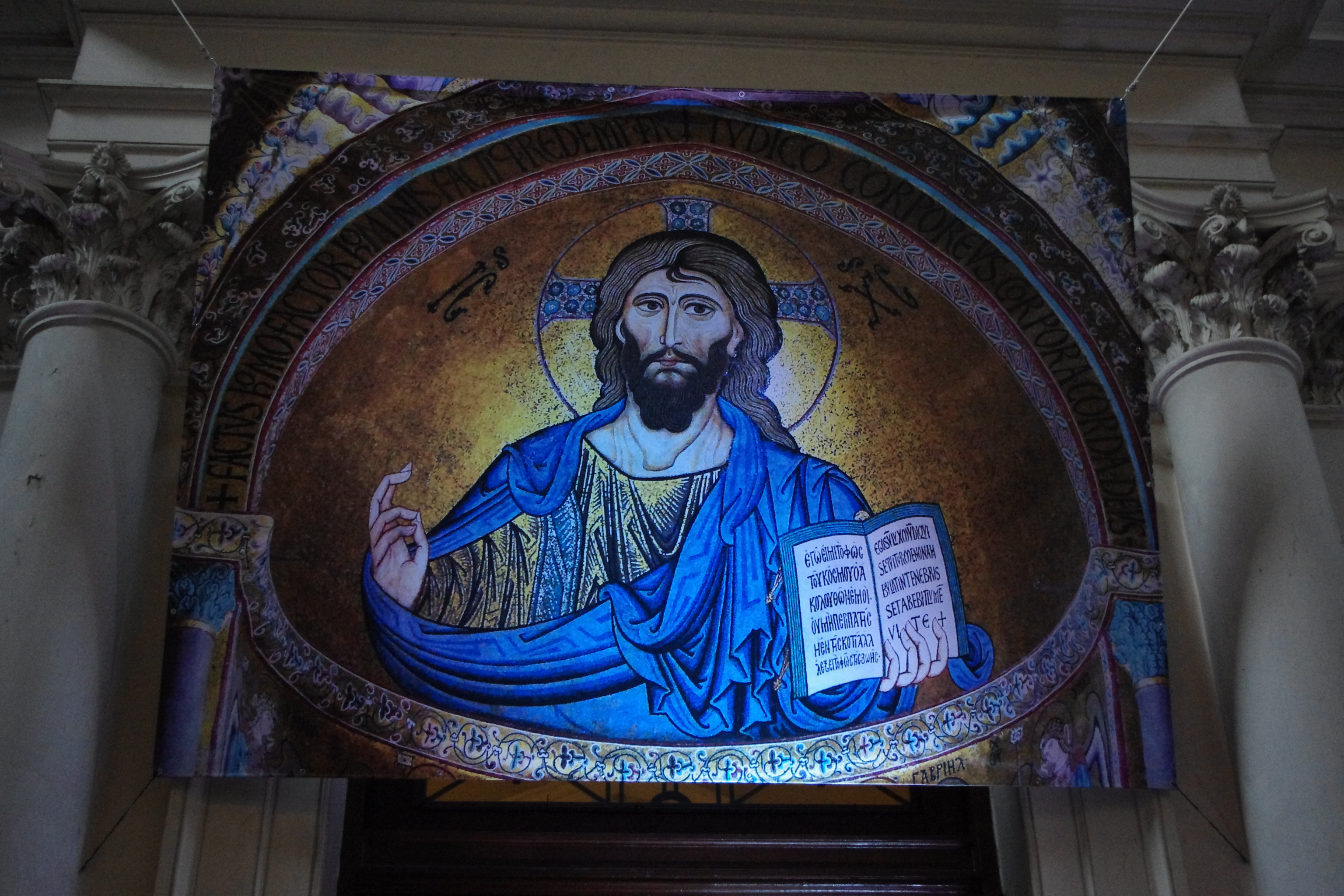
Oficiální ikona druhého roku víry patří kostelu Všech svatých ve Varšavě

Rok víry je název pro dvě období, která svolali dva papežové, Pavel VI. (1967–1968) a Benedikt XVI. (2012–2013). První bylo svoláno mezi 29. červnem 1967 a 30. červnem 1968 u příležitosti 1900. výročí mučednické smrti svatých apoštolů Petra a Pavla, druhé bylo svoláno k 50. výročí zahájení II. vatikánského koncilu a 20. výročí vydání Katechismu katolické církve.

## I. Rok víry (1967–1968)
Papež Pavel VI. vyhlásil Rok víry u příležitosti devatenáctistého výročí mučednické smrti apoštolů Petra a Pavla v apoštolské exhortaci Petrum et Paulum Apostolos, v níž vyzval „obětovat Bohu v přítomnosti apoštolů vyznání víry, individuální i kolektivní, svobodné i svědomité, vnitřní i vnější, pokorné i upřímné“ a vyzval k veřejnému vyznávání víry.
Ve dnech 26.–27. července 1967 uskutečnil Pavel VI. pastorační návštěvu Turecka, kde se v Istanbulu setkal s konstantinopolským patriarchou Athenagorem I. a poté odcestoval do měst Smyrna a Efez. Ve dnech 26.-28. října se patriarcha Athenagoras znovu setkal s papežem Pavlem VI. ve Vatikánu.
Od 29. září do 29. října se konalo první řádné generální shromáždění biskupské synody o zachování a posílení katolické víry, její celistvosti, síle, rozvoji, doktrinální a historické soudržnosti. Tato synoda, složená ze 197 synodních otců, navrhla mimo jiné vytvoření skupiny teologů na podporu Kongregace pro nauku víry (v roce 1969 Pavel VI. vytvořil Mezinárodní teologickou komisi), revizi Kodexu kanonického práva z roku 1917 (Pavel VI. inicioval práci na revizi, kterou v roce 1983 dokončil Jan Pavel II.), smíšená manželství, formaci kněží a nový mešní řád.
Na závěr Roku víry 30. června 1968 Pavel VI. vydal vyznání víry známé jako „Vyznání víry Božího lidu“. „Vyznání víry Božího lidu“ vymyslel a v hrubých rysech sepsal francouzský filozof Jacques Maritain a doplnil ho sám Pavel VI., přičemž obsáhle komentoval Nicejské vyznání víry. V tomto roce víry napsal teolog Joseph Ratzinger (později známý jako Benedikt XVI.) na základě přednášek na univerzitě v Tübingenu knihu Úvod do křesťanství, která vysvětluje křesťanskou víru na základě struktury Apoštolského vyznání víry.

## II. Rok víry (2012–2013)
Druhý Rok víry vyhlásil papež Benedikt XVI. apoštolským listem Porta fidei na období od 11. října 2012 do 24. listopadu 2013, aby si připomněl 50. výročí zahájení II. vatikánského koncilu a 20. výročí vydání Katechismu katolické církve a zároveň připomněl Rok víry vyhlášený papežem Pavlem VI. Bylo stanoveno, že denní modlitbou používanou v tomto období bude Nicejské vyznání víry, kromě toho, že vyznání víry v jakékoli formě se bude konat veřejně, stejně jako udělení plnomocných odpustků těm, kteří navštíví místo svého křtu, kurzy o magisteriu II. vatikánského koncilu a Katechismu katolické církve a další.
Před začátkem Roku víry, 4. října 2012, Benedikt XVI. navštívil Loreto a připomněl tak návštěvu Jana XXIII. před začátkem II. vatikánského koncilu.
Rok víry začal v době, kdy probíhalo 13. řádné generální shromáždění biskupské synody o nové evangelizaci.
V tomto roce víry, kdy odstoupil papež Benedikt XVI., vydal jeho nástupce papež František svou první encykliku Lumen fidei o teologické ctnosti víry na základě návrhu, který zanechal jeho předchůdce a který byl zveřejněn 5. července 2013 a datován 29. června.
Během Roku víry pronesli papež Benedikt XVI. i papež František při generálních audiencích katecheze vysvětlující vyznání víry.
K aktivitám Roku víry patřila i simultánní eucharistická adorace 2. června během svátku Božího těla, která se konala v různých částech světa po dobu jedné hodiny (17. hodin římského času).
Po skončení Roku víry vydal papež František svou první postsynodální exhortaci Evangelii gaudium, která vychází z návrhů synody o nové evangelizaci.

### Rok víry (1967–1968)
- Apoštolská exhortace Petrum et Paulum Apostolos papeže Pavla VI. (italsky)
- Závěrečná homilie papeže Pavla VI. k Roku víry a vyznání víry (anglicky)

### Rok víry (2012–2013)
- Webové stránky Svatého stolce Rok víry (španělsky)
- Apoštolský list Porta fidei papeže Benedikta XVI., webové stránky Svatého stolce (anglicky)
- Encyklika Lumen Fidei del Papa Francisco, webové stránky Svatého stolce (italsky)
- Postsynodální apoštolská exhortace Evangelii gaudium papeže Františka, webové stránky Svatého stolce (italsky)